# Liceum Ogólnokształcące im. Romualda Traugutta w Siedliszczu
Liceum Ogólnokształcące im. Romualda Traugutta – szkoła ponadgimnazjalna przy ul. Szkolnej w Siedliszczu, powstała w roku 1948 jako klasa ósma szkoły podstawowej w Siedliszczu. Od 1948 roku model oświaty był opartego na jedenastoletniej szkole ogólnokształcącej składającej się z siedmioletniej szkoły podstawowej i czteroletniego liceum. Formalne powołanie liceum nastąpiło 31 sierpnia 1950 roku.

## Historia
Liceum Ogólnokształcące w Siedliszczu rozpoczęło swoją działalność przy 7 klasowej szkole podstawowej w Siedliszczu w 1948 roku. W pierwszym roczniku naukę podjęło 45 uczniów. Pierwszy egzamin maturalny odbył się w roku 1952. W kolejnych latach następował dynamiczny rozwój szkoły. Wiązał się on z poszerzeniem oferty dydaktycznej, wybudowaniem internatu oraz sali gimnastycznej. W roku 1978 pierwszym patronem szkoły został Konstanty Rokossowski. W roku 1999 nowym patronem Liceum został Romuald Traugutt. Przy szkole działa technikum, rzemieślnicza szkoła zawodowa oraz liceum dla dorosłych. Corocznie odbywają się dni otwarte dla kandydatów. Przy szkole działa internat oraz stołówka.

## Dyrektorzy
Dyrektorami V LO byli (w kolejności chronologicznej):
1. Kazimierz Strąkowski (1948–1950)
2. Aleksander Targosiński (1950–1951)
3. Aniela Soja (1951–1962)
4. Edward Kowalski (1962–1966)
5. Józef Wawrzyszko (1966–1967)
6. Eugeniusz Rymut (1967–1972)
7. Władysław Hasiec (1972–1978)
8. Irena Surdyk (1978–1997)
9. Wiesław Prażnowski (od 1997)

## Znani absolwenci
- Piotr Miszczuk (rocznik 1972), oficer polityczny LWP, członek PZPR, polityk, dziennikarz, senator III RP[3]